# Ewelina Kamczyk
Ewelima Kamczyk (Wodzisław Śląski, 22 februari 1996) is een voetbalspeelster uit Polen. Ze speelt als middenvelder voor FC Fleury 91 in de Division 1 Féminine.

## Clubcarrière
Kamczyk begon met voetballen in Krzyżanowice bij Ludowy Klub Sportowy Krzyżanowice. Ze debuteerde in de Ekstraliga, het hoogste Poolse voetbalniveau, voor RTP Unia Racibórz. Kamczyk kwam tot het einde van het seizoen 2013/14 voor deze club uit, toen de club besloot zich terug te trekken uit de competitie. Ze stapte over naar KKP Medyk Konin, waarmee ze in het seizoen 2014/15 landskampioen van Polen werd. Ook won de club dat seizoen de Poolse beker door in de finale Górnik Łęczna met 5-0 te verslaan. Na het seizoen 2014/15 stapte Kamczyk over naar deze club. Met Górnik Łęczna werd ze driemaal op rij Pools landskampioen en werd ze in 2017 topscoorster met 29 doelpunten. Daarnaast won ze eenmaal de Poolse beker met de club. 2019–20
Na zes jaar bij Górnik Łęczna, maakte Kamczyk de overstap naar het Franse FC Fleury 91. In haar eerste drie seizoenen kwam ze in alle 22 competitiewedstrijden in actie. Ze kwam hierin tot acht competitiedoelpunten.

## Statistieken
| Seizoen | Club         | Land      | Competitie | Wedstrijden | Doelpunten |
| ------- | ------------ | --------- | ---------- | ----------- | ---------- |
| 2021/22 | FC Fleury 91 | Frankrijk | Division 1 | 22          | 0          |
| 2022/23 | FC Fleury 91 | Frankrijk | Division 1 | 22          | 8          |
| 2023/24 | FC Fleury 91 | Frankrijk | Division 1 | 21          | 7          |
| 2024/25 | FC Fleury 91 | Frankrijk | Division 1 | 21          | 4          |
| Totaal  | Totaal       | Totaal    | Totaal     | 86          | 19         |

Bijgewerkt t/m 4 mei 2025.

## Interlandcarrière
Kamczyk maakte haar debuut voor het Poolse nationale team in een wedstrijd tegen Faeröer-Eilanden. In 2016 haalde ze met haar land de finale van de Cyprus Women's Cup, die ondanks een doelpunt van Kamczyk met 1-2 verloren ging tegen Oostenrijk. Ook kwam ze voor haar land in actie in de kwalificatiereeks voor het WK 2019.